# Акузатив
Акузатив је четврти падеж у српском језику и одговара на питање Кога? и Шта?, и зависи од глагола, придева и предлога. Појављује се и у већини других словенских језика где има сличну функцију, а понегде и облик. Акузатив је падеж који означава да глаголска радња потпуно обухвата неки предмет.

## Употреба акузатива
- акузатив без предлога у реченици је 
  - прави објекат (Лиле воли Николу.)
  - може означавати и логички субјекат (Боли ме зуб.)
- прилошку одредбу за време (То јутро сам рано устао.)
- акузатив с предлозима је
  - прилошка одредба за место (Шетам кроз шуму.)
  - неправи објекат (Кућа је личила на дворац.)
  - прилошка одредба времена (Тако је то било у оно доба.)
  - прилошка одредба намере (Осуђен је за убиство.)
  - прилошка одредба начина (Мој је отац то увек радио на исти начин.)
  - прилошка одредба погодбе (Уз главно јело нам треба и салата.)
  - прилошка одредба допуштања (И уз сав наш труд нисмо их успели победити.)
  - рекцијска допуна придева (Наше су очи осетљиве на светлост.)
  - ... итд.

- предлози с акузативом:
  - кроз; низ; уз; за; међу; над; под; пред; у; на; о; по

Предлоге међу; над; под; и пред, акузатив дели са инструменталом и они у акузативу означавају где се радња завршава, док предлоге у; на; о; и по дели са локативом и у акузативу су увек везани за глагол кретања:
- Акузатив: Брод је упловио у луку. (динамички однос)
- Локатив: Брод је у луци. (статички однос)
- Акузатив: Узео је дете на раме.
- Локатив: Дете је на рамену.

Предлози у и на могу бити и предлози времена и начина:
- у један глас; на лето; на смрт; у руке ...